# Sleeping Beauties
Sleeping Beauties è un romanzo horror scritto a quattro mani da Stephen King e dal figlio Owen King pubblicato nel 2017.

## Storia editoriale
La collaborazione sulla stesura di un romanzo con il figlio Owen venne menzionata per la prima volta da King nel 2013, durante un'intervista al programma radiofonico q di CBC Radio One. Durante questa intervista l'autore dichiarò: "Owen mi ha suggerito questa idea esplosiva ed ho già collaborato un paio di volte con Joe. Non dirò quale sia questa idea perché è troppo bella".
Il romanzo venne ufficialmente annunciato nel giugno del 2016, periodo in cui si venne a sapere che era stata ultimata una prima bozza del manoscritto e che la vicenda si sarebbe svolta all'interno di un carcere femminile della Virginia Occidentale.
Il libro è stato pubblicato negli USA il 26 settembre 2017 dalla casa editrice Charles Scribner's Sons e il 21 novembre dello stesso anno in Italia da Sperling & Kupfer.

## Trama
Nella cittadina di Dooling (situata in una fittizia regione degli Appalachi), avviene un bizzarro omicidio quando due uomini che gestiscono un laboratorio di metanfetamine nella loro casa mobile vengono picchiati a morte da una donna misteriosa, che poi incendia il laboratorio prima di farsi arrestare dallo sceriffo locale, Lila Norcross. In contemporanea, iniziano ad arrivare segnalazioni di una misteriosa malattia che si sta diffondendo in tutto il mondo; soprannominata "Aurora", fa cadere le donne in un sonno profondo e avvolge i loro corpi in bozzoli di uno strano materiale. Inoltre, se qualcuno prova ad aprire i bozzoli, le donne addormentate lo attaccano in uno stato di rabbia omicida.
La misteriosa assassina, soprannominata "Evie Black", viene incarcerata nel Dooling Correctional Institute for Women; Clint, marito di Lila e psichiatra dell'istituto, nota che l'Aurora inizia a diffondersi tra le sue pazienti dall'arrivo della donna. Il propagarsi della malattia a Dooling genera panico tra le locali, che fanno di tutto per rimanere sveglie, mentre si verificano saccheggi e rivolte. Anche Lila cade preda dell'Aurora e viene sostituita dal suo vice alcolizzato, Terry Coombs, che a sua volta nomina Frank Geary, iracondo ex ufficiale di controllo degli animali, come suo secondo in comando. Janice Coates, la superiore di Clint, licenzia la guardia Don Peters per molestie sessuali; Peters, di rimando, la droga con dello Xanax facendola quindi cadere preda dell'Aurora, lasciando solo Clint a proteggere il numero sempre più esiguo di detenute ancora sveglie.
Clint interroga Evie Black, la quale afferma di essere stata inviata da una creatura ultraterrena che crede che le donne siano in grado di costruire una società libera da guerre, abusi e altri mali a sua detta causati principalmente dagli uomini. Clint sarebbe l'uomo incaricato di proteggere Evie. Nel frattempo, Frank e Terry reclutano vari uomini, tra cui Peters e il delinquente minorenne Eric Blass, con cui ripristinano l'ordine a Dooling. In tutta la città si diffonde la voce sulla capacità di Evie Black di dormire e svegliarsi senza ripercussioni, al che Frank inizia a manipolare Terry per convincerlo a far evadere Evie e salvare in qualche modo le donne addormentate. Il figlio di Clint, Jared, e la sua amica Mary riescono a nascondere Lila e altre tre donne addormentate in una casa abbandonata, preoccupati che Frank possa usarle come ostaggio.
Nel frattempo, le donne affette dall'Aurora si ritrovano in una dimensione alternativa dall'aspetto di una Dooling post-apocalittica. Lila e Janice assumono il ruolo di leader e il gruppo inizia a organizzarsi, sebbene molte donne scompaiono quando i loro corpi vengono uccisi dagli uomini nel mondo reale. Una squadra inviata a cercare altri sopravvissuti si imbatte in un albero mistico, che rappresenta il portale tra la Dooling alternativa e quella reale. Elaine Nutting, la moglie di Frank, cerca di bruciare l'albero in quanto non vuole tornare nel mondo reale, ma Evie invia la detenuta Jeanette Sorley per fermarla. Jeanette viene però uccisa per errore da Lila durante l'incarico.
Clint e i suoi alleati rubano armi dalla stazione di polizia, portando Frank e Terry a decidere di assaltare la prigione con una squadra per catturare Evie Black. L'attacco provoca un'esplosione che uccide quindici donne prima che Vanessa Lampley, un'ex guardia, riesca a risolvere la situazione. Terry si suicida, Peters e Blass vengono uccisi e la maggior parte degli uomini di Frank lo abbandona. Frank raggiunge Evie Black; Clint e i suoi alleati cercano di convincerlo a non uccidere la donna, sebbene quest'ultima dica a Frank che eliminarla è l'unico modo per salvare la sua famiglia. Rendendosi conto che Evie sta cercando di dimostrare che gli uomini sono intrinsecamente violenti e che meritano l'estinzione, Clint sfrutta il senso di colpa per convincere Evie a salvare l'anziano volontario Willy Burke quando ha un improvviso arresto cardiaco. In questo modo, Frank e gli altri permettono a Evie di tornare nella sua dimensione, dove offre alle donne la possibilità di scegliere se tornare a Dooling o rimanere; tutte le donne decidono di tornare nel mondo reale.
Mentre le donne addormentate di tutto il mondo si risvegliano, la vita torna lentamente alla normalità. Nonostante ciò, il matrimonio già instabile di Clint e Lila va in pezzi e i due decidono di divorziare. Clint riprende il suo vecchio lavoro in una città vicina e Lila si dimette dal suo incarico di sceriffo. Tormentata per l'uccisione di Jeanette, Lila guida nel posto dove, nell'universo alternativo, sorge l'albero mistico, chiedendo a Evie Black di darle un segno della sua presenza; ottiene conferma quando una falena marrone (una delle forme di Evie) si posa sulla sua mano.

## Opere derivate
Nell'aprile 2017 Deadline ha annunciato che la casa di produzione Anonymous Content ha acquistato i diritti televisivi per una trasposizione del romanzo. Nell'aprile 2019 AMC ha incaricato Owen King di realizzare la sceneggiatura del pilota.
L'opera è stata trasposta nel romanzo grafico omonimo, disegnato da Alison Sampson, colorato da Triona Tree Farrell, pubblicato in due volumi il primo nel 2021, il secondo nel 2022, ed edito in italia in volume singolo nel 2023.

## Edizioni
- (EN) Stephen King e Owen King, Sleeping Beauties, 1ª ed., New York, Scribner, 2017, ISBN 978-1-5011-6340-1.
- Stephen King e Owen King, Sleeping Beauties, traduzione di Giovanni Arduino, Milano, Sperling & Kupfer, 2017, ISBN 978-88-200-6326-9.